# Tioacetona
Tioacetona é um composto organossulfurado da família das tiocetonas, de fórmula química (CH3)2C=S. Apresenta-se como um líquido laranja-avermelhado ou castanho, instável acima de −20 °C; nessa faixa, polimeriza-se rapidamente ou converte-se no seu trímero cíclico, a tritioacetona (2,2,4,4,6,6-hexametil-1,3,5-tritiano). É célebre pelo cheiro extremamente forte e repulsivo, considerado o pior já conhecido pela humanidade.

## Histórico
A tioacetona foi obtida pela primeira vez em 1889 por Baumann e Fromm como impureza da tritioacetona.
Relatos clássicos do impacto olfativo incluem:
- Freiburg im Breisgau, 1889 – uma tentativa de destilação causou náuseas e desmaios num raio de ≈ 200 m, levando à evacuação parcial da área.[3]
- Esso Research (Reino Unido), 1967 – “quantidades vestigiais tornaram o laboratório e 200m ao redor inabitáveis”.[4]

## Estrutura e propriedades
A estrutura é análoga à da acetona (C3H6O), substituindo-se o oxigênio por enxofre (ligação C=S).
| Propriedade        | Valor           |
| ------------------ | --------------- |
| Massa molar        | 74,15 g·mol−1   |
| Ponto de fusão     | −55 °C          |
| Ponto de ebulição  | 70 °C (decomp.) |
| Densidade (−20 °C) | 0,94 g·cm−3     |

- Instabilidade – polimeriza-se mesmo a temperaturas sub-zero, formando politioacetona (polímero linear) e tritioacetona (trímero cíclico, p.f. ≈ 24 °C).
- Solubilidade – insolúvel em água; solúvel em solventes orgânicos pouco polares.

## Preparação
O método mais comum envolve o craqueamento da tritioacetona [(CH3)2C=S]3 a 500–600 °C:
A tritioacetona pode ser obtida por:
- pirólise de sulfeto de alil-isopropila; ou
- reação de acetona com gás sulfídrico (H2S) na presença de um ácido de Lewis.[5]

## Polimerização
Mesmo a −78 °C, a tioacetona pode polimerizar, sobretudo na presença de luz ou radicais livres. O polímero apresenta:
- massa molar média: 2 000–14 000 g·mol−1;
- ponto de fusão: 70–125 °C;
- bandas de IV em 2 950, 2 900, 1 440, 1 360–1 375, 1 085 e 643 cm−1.[6]

## Odor
Baumann e Fromm descreveram o odor da tioacetona da seguinte forma:
«[…]Nossos esforços nesse sentido fracassaram devido ao fato de que esta substância tem um odor terrível, que se propaga em um tempo surpreendentemente curto e contamina áreas inteiras da cidade. […] Segundo nossas percepções, a intensidade do odor desta substância supera tudo o que se sabe sobre substâncias de cheiro forte a este respeito— – Baumann, E. y Fromm, E., página 2593
Por não ter aplicação industrial, é manuseada apenas sob atmosfera inerte e temperaturas inferiores a −20 °C, com equipamento de proteção individual completo.